# Anthelme Brillat-Savarin
Jean Anthelme Brillat-Savarin (ur. 1 kwietnia 1755 w Belley, zm. 2 lutego 1826 w Paryżu) – francuski prawnik, polityk i pisarz. Zdobył sławę jako epikurejczyk i gastronom. Autor Fizjologii smaku, którą Balzac uznał nie tylko za wspaniały traktat kulinarny, ale również za jedno z najciekawszych stylistycznie dzieł stworzonych w języku francuskim.

## Życiorys
Urodził się w departamencie Ain, by jako nastolatek przenieść się do Burgundii. Tam w Dijon podejmuje studia prawnicze, chemiczne i medyczne. Po ukończeniu studiów wrócił do rodzinnego miasta, by praktykować jako adwokat. Po wybuchu Rewolucji Francuskiej został wybrany na deputowanego do Konstytuanty, gdzie reprezentował dość zachowawcze poglądy. Przez krótki czas sprawował funkcję burmistrza rodzinnego Belley. W końcowej fazie rewolucji z powodów politycznych wydano na niego wyrok śmierci. Brillat, wówczas przedstawiający się już jako Brillat-Savarin (nazwisko razem z majątkiem odziedziczył po ciotce), uciekł do Szwajcarii, Holandii i Stanów Zjednoczonych. W Nowym Jorku żył z udzielania lekcji francuskiego oraz gry na skrzypcach. Przez pewien czas koncertował nawet z nowojorską orkiestrą jako pierwszy skrzypek. W 1796 wracił do Francji i za rządów Dyrektoriatu podjął kolejno funkcje sekretarza sztabu generalnego oraz komisarza rządu przy Trybunale Seine-et-Oise. Wreszcie został powołany jako sędzia Trybunału Kasacyjnego w Paryżu, którą to funkcję będzie pełnił do końca życia. 
Jako jurysta opublikował kilka rozpraw naukowych z dziedziny prawa, ekonomii i wojskowości. Prawdziwą sławę przyniosła mu jednak napisana pod koniec życia Fizjologia smaku albo medytacje o gastronomii doskonałej. To pełne humoru dzieło sławi rozkosze stołu oraz epikurejski styl życia. Nie jest to typowa książka kucharska, a raczej zbiór esejów o charakterze obyczajowym i kulturoznawczym. Pełno w niej obserwacji dotyczących zachowań ludzi przy stole, kulinarnych ciekawostek z różnych stron świata czy anegdot, których bohaterami są sławni smakosze. Współczesnemu czytelnikowi trudno rozróżnić, co jest zabawną stylizacją parodiującą napuszony styl naukowy, a co autor pisze na serio. Dobroduszny i poczciwy styl pisarstwa Brillat-Savarina nie wszystkim jednak przypadł do gustu. Francuski poeta Baudelaire złośliwie i nie bez zjadliwej ironii wytykał autorowi Fizjologii smaku skłonność do banałów i truizmów. W swoim tekście pt. Wino i haszysz jako środki potęgowania osobowości nazywa Brillat-Savarina „bardzo wielkim człowiekiem i wielkim durniem”.